# ドッジ郡 (ジョージア州)
ドッジ郡（Dodge County）は、アメリカ合衆国ジョージア州にある郡である。人口は1万9925人（2020年）。郡庁所在地はイーストマンである。

## 地理
アメリカ合衆国統計局によると、この郡は総面積1,303 km2 (503 mi2) である。このうち1,296 km2 (500 mi2) が陸地で7 km2 (3 mi2) が水地域である。総面積の0.57%が水地域となっている。

## 人口動勢
2000年現在の国勢調査で、この郡は人口19,171人、7,062世帯、及び4,886家族が暮らしている。人口密度は15/km2 (38/mi2) である。6/km2 (16/mi2) の平均的な密度に8,186軒の住宅が建っている。この郡の人種的な構成は白人68.95%、アフリカン・アメリカン29.40%、先住民0.18%、アジア0.22%、太平洋諸島系0.02%、その他の人種0.76%、及び混血0.46%である。ここの人口の1.29%はヒスパニックまたはラテン系である。
この郡内の住民は26.00%が18歳未満の未成年、18歳以上24歳以下が8.70%、25歳以上44歳以下が29.50%、45歳以上64歳以下が22.60%、及び65歳以上が13.20%にわたっている。中央値年齢は36歳である。女性100人ごとに対して男性は105.10人である。18歳以上の女性100人ごとに対して男性は101.80人である。
この郡内の世帯ごとの平均的な収入は27,607米ドルであり、家族ごとの平均的な収入は34,718米ドルである。男性は27,150米ドルに対して女性は20,683米ドルの平均的な収入がある。この郡の一人当たりの収入 (per capita income) は14,468米ドルである。人口の17.40%及び家族の13.80%は貧困線以下である。全人口のうち18歳未満の19.40%及び65歳以上の21.30%は貧困線以下の生活を送っている。

## 都市及び町
- Chauncey
- チェスター
- イーストマン
- Milan
- Rhine